# フィリップス・スモーリー
フィリップス・スモーリー（Phillips Smalley, 1875年8月7日 - 1939年5月2日）は、アメリカ合衆国の俳優、映画監督、脚本家、映画プロデューサーである。本名ウェンデル・フィリップス・スモーリー（Wendell Phillips Smalley）。

## 人物・来歴
1875年（明治8年）8月7日、アメリカ合衆国ニューヨーク市ブルックリン区に生まれる。
ヴォードヴィルでキャリアを開始し、1910年（明治42年）から1939年（昭和14年）に亡くなるまでの間に200作以上の映画に出演している。1911年（明治43年）には映画監督に進出、その後1921年（大正10年）までの間に300作以上の映画を演出した。
1906年（明治39年）5月には女優でのちに脚本家、映画監督、プロデューサーとなるロイス・ウェバーと結婚し、婚姻関係は1922年（大正11年）まで続いた。1905年（明治38年）、スモーリーがマネージャーを務めていたゴーモンの米国部門に、ウェバーが女優として入社したときに、ふたりは出会った。スモーリーはウェバーの共同監督としてクレジットされているが、ウェバーの仕事へのスモーリーの貢献度は解明されてはいない。
1927年（昭和2年）には、二番目の妻フィリス・ロレイン・エフリンと結婚した。
1939年（昭和14年）5月2日、カリフォルニア州ロサンゼルス市ハリウッドで死去した。満63歳没。ハリウッド・ヒルズにあるフォレスト・ローン・メモリアル・パークの妻フィリスの墓所の隣に眠る。

## おもなフィルモグラフィ
特筆以外は出演である。
- Hop - The Devil's Brew : 1916年 - ロイス・ウェバーと共同で監督・主演
- The Flirt : 主演マリー・ウォールキャムプ、1916年 - ロイス・ウェバーと共同で監督
- John Needham's Double : 主演タイロン・パワー・シニア、1916年 - ロイス・ウェバーと共同で監督
- 『獄屋の月』 The Eye of God : 主演タイロン・パワー・シニア、1916年 - ロイス・ウェバーと共同で監督
- 『誰が為に』 Saving the Family Name : 主演メアリー・マクラレン、1916年 - ロイス・ウェバーと共同で監督
- 『家を求めて』 Wanted: A Home : 主演メアリー・マクラレン、1916年 - ロイス・ウェバーと共同で監督
- 『医師の女』 : 1918年 - ロイス・ウェバーと共同で監督・脚本
- 『緑地の夜』 : 1919年 - ロイス・ウェバーと共同で監督
- 『虚言の力』 : 監督ジョージ・アーチェンボード、1922年
- 『青春に浴して』 : 監督ジョン・フランシス・ディロン、1923年
- 『侠骨カービー』 : 監督ジョン・フォード、1923年
- 『ステラ・マリス』 : 監督チャールズ・ブレイビン、1925年
- 『紅ばらの唄』 : 監督ジャック・コンウェイ、1925年
- 『歓楽地獄』 : 監督ロイス・ウェバー、1927年
- 『道楽親爺』 : 監督フレッド・ウィンダーミア、1928年
- 『輝く天国』 : 監督ジェームズ・ティンリング、1929年
- 『のんきな叔母さん』 : 監督アル・E・クリスティ、1930年
- 『黄金に踊る』 : 監督ローウェル・シャーマン、1932年
- 『高飛び成層圏』 : 監督チャールズ・F・ライズナー、1935年
- 『化石人間』 : 監督ローウェル・シャーマン、1935年

## 関連事項
- en:Forest Lawn Memorial Park (Hollywood Hills)

## 註
1. 1 2 3 4 5 6 7  Phillips Smalley, Internet Movie Database, 2010年4月2日閲覧。
2. ↑  フィリップス・スモーリー、キネマ旬報映画データベースおよびallcinema ONLINE, 2010年4月2日閲覧。